# Oskar Bolza

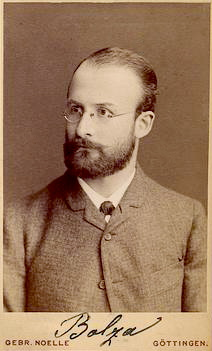
Oskar Bolza

Oskar Bolza (* 12. Mai 1857 in Bergzabern, Bayerische Pfalz; † 5. Juli 1942 in Freiburg im Breisgau) war ein deutscher Mathematiker.

## Leben
Bolzas Vater, Moritz Emil Bolza (1828–1891), war Richter, der Vater seiner Mutter Luise Koenig (1830–1928), Friedrich Koenig, Erfinder der Schnellpresse. Oskar Bolzas Bruder Albrecht Bolza (19. Mai 1862 in Dahn, † 25. Juli 1943) übernahm die großväterliche Druckmaschinenfirma. Die Schwester Oskar Bolzas, Eleonore Bolza, lebte von 14. Oktober 1864 (Dahn) bis 3. Februar 1923 (Hildesheim).
Oskar Bolza studierte zunächst Maschinenbau, dann Physik und ab 1878 Mathematik in Berlin (bei Karl Weierstraß), Heidelberg, Straßburg und Göttingen (bei Hermann Amandus Schwarz). Nach dem Staatsexamen unterrichtete er zunächst an einem Gymnasium in Freiburg, promovierte dann aber 1886 in Göttingen bei Felix Klein. 1887 war er in England (Cambridge, Edinburgh, London) und ging dann in die USA. 1888 war er Reader an der Johns Hopkins University in Baltimore, 1889 Associate Professor an der Clark University in Worcester und ab 1893 an der gerade gegründeten University of Chicago (gleichzeitig fand dort zur Weltausstellung ein internationaler Mathematikerkongress unter wesentlicher Beteiligung von Felix Klein statt), wo er 1894 Professor wurde. 1910 ging er wieder nach Deutschland, wo er Honorarprofessor an der Universität Freiburg war und 1933 emeritiert wurde. Gleichzeitig blieb er Honorarprofessor in Chicago.
Er war Mitglied der American Mathematical Society und der Deutschen Mathematiker-Vereinigung.
Bolza wurde bekannt für seine Herleitung der Reduktion von hyperelliptischen zu elliptischen Integralen und seinen Beiträgen auf dem Gebiet der Variationsrechnung, die er in Anschluss an seinen Lehrer Weierstraß sowie Adolf Kneser und David Hilbert weiterentwickelte. 1901 erschien sein Lehrbuch Lectures on the calculus of Variations. Die deutsche Ausgabe kam erstmals 1909 heraus und dann nochmals als unveränderter Neudruck im Jahr 1949.
Später beschäftigte er sich mit religiösen Themen und Sprachen, wozu er Sanskrit studierte. Er veröffentlichte 1930 unter dem Pseudonym F. H. Marneck das Buch Glaubenslose Religion. 1912 wurde Bolza zum Mitglied der Leopoldina berufen.
Zu seinen Studenten zählt Gilbert Ames Bliss.
Hans Bolza war sein Neffe.

## Schriften
- Über die Reduction hyperelliptischer Integrale erster Ordnung und erster Gattung auf elliptische, insbesondere über die Reduction durch eine Transformation vierten Grades. Berlin 1886, (Göttingen, Universität, Dissertation, 1886; Digitalisat).
- Lectures on the Calculus of Variations (= The Decennial Publications of the University of Chicago. Ser. 2, Band 14, ZDB-ID 978552-8). University of Chicago Press, Chicago IL 1904, (Digitalisat; Umgearbeitete und stark vermehrte deutsche Ausgabe: Vorlesungen über Variationsrechnung. Teubner, Leipzig u. a.  1909, Digitalisat).
  - O. Bolza: Lectures on the calculus of variations. Dover edition Auflage. Dover Publications, Inc, Mineola, New York 2018, ISBN 978-0-486-82236-5 (englisch, google.de).
- Über den „Anormalen Fall“ beim Lagrangeschen und Mayerschen Problem mit gemischten Bedingungen und variablen Endpunkten. In: Mathematische Annalen. Band 74, Nr. 3, 1913, S. 430–446.
- als F. H. Marneck: Glaubenslose Religion. Reinhardt, München 1931.
- Aus meinem Leben. Reinhardt, München 1936, (Ausgabe mit Nachtrag: ebenda 1940).
- Aufsätze in mathematischen Zeitschriften.